# Rafael Burgos
Rafael Edgardo Burgos Amaya  (San Pedro Nonualco, La Paz, 3 de junio de 1988) es un futbolista salvadoreño y su actual equipo es el Nonualco Fútbol Club.

## Trayectoria
Inició su carrera profesional con el equipo Alianza F. C. de San Salvador el año 2004. Para 2009 fue cedido a Santa Tecla de la Liga de Ascenso, y posteriormente a la Universidad de El Salvador, adonde fue el mejor anotador con seis goles en el Torneo Apertura 2010. Para el Torneo Clausura 2011, Burgos pasó a formar parte nuevamente del equipo Alianza, y con el equipo albo logró el campeonato del Torneo Clausura 2011.
A inicios del 2012, se trasladó a Guatemala para jugar con el Deportivo Petapa en calidad de préstamo; y a mediados de ese mismo año se confirmó el traspaso del delantero al fútbol austríaco, específicamente con el SV Ried. Su paso por el equipo guatemalteco lo describió de esta manera: «Llevo a Petapa en mi corazón, desde que vine fue lo más grande que yo tuve. Me logré ganar el cariño de la afición, me respetó y yo los respeté».
Sin embargo, el SV Ried optó por darlo en préstamo al equipo checo FC Baník Ostrava de la Gambrinus Liga; quien a su vez lo cedió al Kecskeméti TE de Hungría debido a problemas en la transferencia internacional. Con este equipo acabó con cinco anotaciones en la temporada 2012/13. Para la temporada 2013/14 pasó a formar parte del Győri ETO Football Club en calidad de préstamo por un año.

### Selección nacional
Con la selección nacional de su país, en torneos oficiales, debutó en la Copa Centroamericana 2011, y compartió el liderato de goleadores junto al costarricense Marco Ureña con tres anotaciones. En la edición del 2013, se desempeñó como capitán y anotó un gol.
También participó en la clasificación de Concacaf para la Copa Mundial de Fútbol de 2014 en la que anotó dos goles en nueve juegos.
En la Copa de Oro de la Concacaf debutó en la edición del 2013.
Participó en la Copa Centroamericana 2014 anotó 2 goles y en la Copa de Oro de la Concacaf 2015. Participó en la clasificación de Concacaf para la Copa Mundial de Fútbol de 2018 con 4 partidos jugados y ningún gol.

## Clubes
Actualizado al último partido jugado el 13 de mayo de 2023.
| Club Deportivo Universidad de El Salvador · El Salvador | 1.ª                 | 2010                | 17  | 8  | -  | - | - | - | 17  | 8  |
| Club Deportivo Universidad de El Salvador · El Salvador | Total               | Total               | 17  | 8  | 0  | 0 | 0 | 0 | 17  | 8  |
| Alianza Fútbol Club · El Salvador                       | 1.ª                 | 2011                | 4   | 1  | -  | - | - | - | 4   | 1  |
| Alianza Fútbol Club · El Salvador                       | 1.ª                 | 2011-12             | 16  | 1  | -  | - | 2 | 0 | 18  | 1  |
| Alianza Fútbol Club · El Salvador                       | Total               | Total               | 20  | 2  | 0  | 0 | 2 | 0 | 22  | 2  |
| Club Deportivo Petapa · Guatemala                       | 1.ª                 | 2012                | 17  | 3  | -  | - | - | - | 17  | 3  |
| Club Deportivo Petapa · Guatemala                       | Total               | Total               | 17  | 3  | 0  | 0 | 0 | 0 | 17  | 3  |
| Kecskeméti TE · Hungría                                 | 1.ª                 | 2012-13             | 20  | 5  | 1  | 1 | - | - | 21  | 6  |
| Kecskeméti TE · Hungría                                 | Total               | Total               | 20  | 5  | 1  | 1 | 0 | 0 | 21  | 6  |
| Győri ETO Football Club · Hungría                       | 1.ª                 | 2013-14             | 9   | 1  | 11 | 3 | - | - | 20  | 4  |
| Győri ETO Football Club · Hungría                       | Total               | Total               | 9   | 1  | 11 | 3 | 0 | 0 | 20  | 4  |
| Minnesota United Football Club Estados Unidos           | 2.ª                 | 2014                | 8   | 0  | -  | - | - | - | 8   | 0  |
| Minnesota United Football Club Estados Unidos           | Total               | Total               | 8   | 0  | 0  | 0 | 0 | 0 | 8   | 0  |
| Fredrikstad FK · Noruega                                | 2.ª                 | 2015                | 7   | 1  | -  | - | - | - | 7   | 1  |
| Fredrikstad FK · Noruega                                | Total               | Total               | 7   | 1  | 0  | 0 | 0 | 0 | 7   | 1  |
| Club Deportivo FAS · El Salvador                        | 1.ª                 | 2015                | 23  | 5  | -  | - | - | - | 23  | 5  |
| Club Deportivo FAS · El Salvador                        | Total               | Total               | 23  | 5  | 0  | 0 | 0 | 0 | 23  | 5  |
| Universidad de San Carlos Club de Fútbol · Guatemala    | 1.ª                 | 2016                | 19  | 4  | -  | - | - | - | 19  | 4  |
| Universidad de San Carlos Club de Fútbol · Guatemala    | Total               | Total               | 19  | 4  | 0  | 0 | 0 | 0 | 19  | 4  |
| Sonsonate Fútbol Club · El Salvador                     | 1.ª                 | 2016                | 19  | 3  | -  | - | - | - | 19  | 3  |
| Sonsonate Fútbol Club · El Salvador                     | Total               | Total               | 19  | 3  | 0  | 0 | 0 | 0 | 19  | 3  |
| Club Deportivo FAS · El Salvador                        | 1.ª                 | 2017                | 19  | 3  | -  | - | - | - | 19  | 3  |
| Club Deportivo FAS · El Salvador                        | 1.ª                 | 2017                | 18  | 2  | -  | - | - | - | 18  | 2  |
| Club Deportivo FAS · El Salvador                        | Total               | Total               | 37  | 5  | 0  | 0 | 0 | 0 | 37  | 5  |
| Sonsonate Fútbol Club · El Salvador                     | 1.ª                 | 2018                | 18  | 1  | -  | - | - | - | 18  | 1  |
| Sonsonate Fútbol Club · El Salvador                     | Total               | Total               | 18  | 1  | 0  | 0 | 0 | 0 | 18  | 1  |
| Club Deportivo Luis Ángel Firpo · El Salvador           | 1.ª                 | 2019                | 14  | 3  | -  | - | - | - | 14  | 3  |
| Club Deportivo Luis Ángel Firpo · El Salvador           | Total               | Total               | 14  | 3  | 0  | 0 | 0 | 0 | 14  | 3  |
| Club Social Independiente · El Salvador                 | 1.ª                 | 2019-20             | 24  | 2  | -  | - | - | - | 24  | 2  |
| Club Social Independiente · El Salvador                 | Total               | Total               | 24  | 2  | 0  | 0 | 0 | 0 | 24  | 2  |
| Club Deportivo Platense · El Salvador                   | 1.ª                 | 2021-22             | 43  | 5  | -  | - | - | - | 43  | 5  |
| Club Deportivo Platense · El Salvador                   | 1.ª                 | 2022                | 2   | 0  | -  | - | - | - | 2   | 0  |
| Club Deportivo Platense · El Salvador                   | Total               | Total               | 45  | 5  | 0  | 0 | 0 | 0 | 45  | 5  |
| Santa Tecla Fútbol Club · El Salvador                   | 1.ª                 | 2023                | 20  | 3  | -  | - | - | - | 20  | 3  |
| Santa Tecla Fútbol Club · El Salvador                   | Total               | Total               | 20  | 3  | 0  | 0 | 0 | 0 | 20  | 3  |
| Total en su carrera                                     | Total en su carrera | Total en su carrera | 317 | 51 | 12 | 4 | 2 | 0 | 331 | 55 |
| (2) No incluye goles en partidos amistosos.             |                     |                     |     |    |    |   |   |   |     |    |

Segunda División de El Salvador/Reservas
| Club                    | País        | Año         | Partidos | Goles |
| ----------------------- | ----------- | ----------- | -------- | ----- |
| Alianza Fútbol Club     | El Salvador | 2004 - 2009 |          |       |
| Santa Tecla Fútbol Club | El Salvador | 2009 - 2010 | 13       | 9     |
| Club Deportivo Platense | El Salvador | 2021        |          |       |
| Total:                  | Total:      | Total:      | 13       | 9     |

### Selección nacional
| Selección                                 | Año                 | Partidos | Goles |
| ----------------------------------------- | ------------------- | -------- | ----- |
| El Salvador Sub-21                        |                     |          |       |
| 2014                                      | 2                   | 0        |       |
| Total en su carrera                       | Total en su carrera | 2        | 0     |
| El Salvador                               |                     |          |       |
| 2010                                      | 2                   | 1        |       |
| 2011                                      | 12                  | 6        |       |
| 2012                                      | 9                   | 2        |       |
| 2013                                      | 9                   | 1        |       |
| 2014                                      | 8                   | 3        |       |
| 2015                                      | 8                   | 0        |       |
| 2016                                      | 3                   | 0        |       |
| Total en su carrera                       | Total en su carrera | 51       | 13    |
| Estadísticas hasta el 2 de junio de 2016. |                     |          |       |

## Palmarés

### Trofeos nacionales
| Título               | Club      | País        | Año  |
| -------------------- | --------- | ----------- | ---- |
| Torneo Clausura      | Alianza   | El Salvador | 2011 |
| Supercopa de Hungría | Győri ETO | Hungría     | 2013 |

### Distinciones individuales
| Distinción                          | Año  |
| ----------------------------------- | ---- |
| Goleador de la Copa Centroamericana | 2011 |